# دیوان (سازمان اداری)
دیوان، واژه‌ای فارسی به معنای اداره است که در دورهٔ ساسانیان برای نشان دادن چگونگی ادارهٔ جامعه و دولت به کار می‌رفته است.

## واژه‌شناسی
واژهٔ «دیوان»، از ریشهٔ فارسی باستان dipi-vahanam* گرفته شده و واژه‌ای از آن زبان فارسی میانه است. این واژه باید با واژهٔ «دبیر» هم‌ریشه باشد. واژهٔ «دیوان»، از زبان فارسی به زبان عربی و از آنجا، به زبان‌های دیگری همچون زبان لاتینی و ترکی راه یافته‌است.

## دیوان در ایران اسلامی
در دورهٔ خلافت عمر بن خطاب، فردی ایرانی به نام هرمزان، دیوان را برای اعراب پدیدآورد. وی چهره‌ای شناخته شده در دیوان سالاری دورهٔ ساسانی بود که در نبرد قادسیه نیز شرکت داشت. حدود پنجاه سال بعد، عبد الملک بن مروان، خلیفهٔ اموی، دستور داد دیوان‌ها از هر زبانی، به زبان عربی برگردانده شوند. از این رو، پس از کشته شدن زادان فرخ، رئیس دیوان، صالح بن عبد الرحمن دیوان‌ها را از فارسی به عربی برگرداند.

## دیوان‌های نامور در دورهٔ اسلامی

### دیوان استیفاء
ادارهٔ مالیه و عوائد؛ بخشی از تشکیلات درباری و حکومت که از سوی مستوفیان اداره می‌شد و بر دخل و خرج کشور رسیدگی می‌کرد. سوزنی سمرقندی نام این دیوان را در یکی از سروده‌های خویش آورده‌است:
صاحب دیوان استیفا که اهل فضل را / #اندر او اهلیت صاحبقرانی بود و هست.

### دیوان اشراف
در تاریخ ایران و اسلام شغل و عنوان صاحب منصب یا امیری که از جانب خلیفه یا سلطان، مأمور آگاهی یافتن از جریان امور کشور بوده‌است. رئیس این دیوان مشرف خوانده می‌شد و در هر شهری نماینده‌ای داشت.

## کتابنامه
- برهان، محمد حسین؛ (۱۳۵۷) برهان قاطع، به کوشش محمد معین، تهران، امیر کبیر.
- بلاذری، احمد بن یحیی؛ (۱۳۴۶) فتوح البلدان، برگردان آذرتاش آذرنوش، تهران، بنیاد فرهنگ ایران.
- بلعمی، ابو علی محمد بن محمد؛ (۱۳۵۳–۱۳۴۱) تاریخ بلعمی، ویراستهٔ محمد تقی بهار، به کوشش محمد پروین گنابادی، تهران، وزارت فرهنگ.
- کریستن‌سن، آرتور؛ (۱۳۵۱) ایران در زمان ساسانیان، برگردان رشید یاسمی، تهران، ابن سینا، چاپ چهارم.